# Major League Baseball draft 2016
Il Major League Baseball draft 2016 si è tenuto tra il 9 e l'11 giugno 2016 a Secaucus (New Jersey), per assegnare giocatori dilettanti alle squadre professioniste. L'ordine di scelta era inverso rispetto alle posizioni in classifica della stagione 2015. Inoltre, sono state assegnate delle scelte di compensazione per i giocatori che non hanno firmato un contratto dopo il draft del 2015. I Philadelphia Phillies hanno avuto la prima scelta in assoluto. I Los Angeles Dodgers hanno ricevuto la 36ª scelta come compensazione per non essere riusciti a ingaggiare Kyle Funkhouser, il 35º selezionato in assoluto nel draft del 2015.
Le prime sei scelte, il Round A, è stato determinato con un sorteggio tra Arizona Diamondbacks, Colorado Rockies, Cincinnati Reds, Miami Marlins, San Diego Padres, Tampa Bay Rays, Milwaukee Brewers, Cleveland Indians, Oakland Athletics, Pittsburgh Pirates, Kansas City Royals e St. Louis Cardinals. Le sei squadre rimaste escluse dal Round A entrarono in un altro sorteggio con Baltimore Orioles, Minnesota Twins e Seattle Mariners, per poter avere una scelta nel Round B. I dodici giocatori scelti per il bilanciamento competitivo erano gli unici scambiabili. I Reds ebbero la prima scelta nel giro A, seguiti da Athletics, Rockies, Diamondbacks, Marlins e Pirates. I Padres ebbero la prima scelta nel giro B, seguiti da Indians, Twins, Brewers, Orioles, and Rays.

## Primo giro
| Il giocatore non ha firmato un contratto |

| Scelta | Giocatore        | Squadra                       | Posizione  |
| ------ | ---------------- | ----------------------------- | ---------- |
| 1      | Moniak Mickey    | Philadelphia Phillies         | Esterno    |
| 2      | Nick Senzel      | Cincinnati Reds               | Terza base |
| 3      | Ian Anderson     | Atlanta Braves                | Lanciatore |
| 4      | Riley Pint       | Colorado Rockies              | Lanciatore |
| 5      | Corey Ray        | Milwaukee Brewers             | Esterno    |
| 6      | A.J. Puk         | Oakland Athletics             | Lanciatore |
| 7      | Braxton Garrett  | Miami Marlins                 | Lanciatore |
| 8      | Cal Quantrill    | San Diego Padres              | Lanciatore |
| 9      | Matt Manning     | Detroit Tigers                | Lanciatore |
| 10     | Zack Collins     | Chicago White Sox             | Ricevitore |
| 11     | Kyle Lewis       | Seattle Mariners              | Esterno    |
| 12     | Jason Groome     | Boston Red Sox                | Lanciatore |
| 13     | Josh Lowe        | Tampa Bay Rays                | Terza base |
| 14     | Will Benson      | Cleveland Indians             | Esterno    |
| 15     | Alex Kirilloff   | Minnesota Twins               | Esterno    |
| 16     | Matt Thaiss      | Los Angeles Angels of Anaheim | Ricevitore |
| 17     | Forrest Whitley  | Houston Astros                | Lanciatore |
| 18     | Blake Rutherford | New York Yankees              | Esterno    |
| 19     | Justin Dunn      | New York Mets                 | Lanciatore |
| 20     | Gavin Lux        | Los Angeles Dodgers           | Interbase  |
| 21     | T.J. Zeuch       | Toronto Blue Jays             | Lanciatore |
| 22     | Will Craig       | Pittsburgh Pirates            | Terza base |
| 23     | Delvin Pérez     | St. Louis Cardinals           | Interbase  |

### Giro di compensazione
| Scelta | Giocatore      | Squadra              | Posizione  |
| ------ | -------------- | -------------------- | ---------- |
| 24     | Hudson Sanchez | San Diego Padres     | Interbase  |
| 25     | Eric Lauer     | San Diego Padres     | Lanciatore |
| 26     | Zack Burdi     | Chicago White Sox    | Lanciatore |
| 27     | Cody Sedlock   | Baltimore Orioles    | Lanciatore |
| 28     | Carter Kieboom | Washington Nationals | Interbase  |
| 29     | Dane Dunning   | Washington Nationals | Lanciatore |
| 30     | Cole Ragans    | Texas Rangers        | Lanciatore |
| 31     | Anthony Kay    | New York Mets        | Lanciatore |
| 32     | Will Smith     | Los Angeles Dodgers  | Ricevitore |
| 33     | Dylan Carlson  | St. Louis Cardinals  | Esterno    |
| 34     | Dakota Hudson  | St. Louis Cardinals  | Lanciatore |

### Bilanciamento competitivo giro A
| Scelta | Giocatore         | Squadra              | Posizione  |
| ------ | ----------------- | -------------------- | ---------- |
| 35     | Taylor Trammell   | Cincinnati Reds      | Esterno    |
| 36     | Jordan Sheffield  | Los Angeles Dodgers  | Lanciatore |
| 37     | Daulton Jefferies | Oakland Athletics    | Lanciatore |
| 38     | Robert Tyler      | Colorado Rockies     | Lanciatore |
| 39     | Anfernee Grier    | Arizona Diamondbacks | Esterno    |
| 40     | Joey Wentz        | Atlanta Braves       | Lanciatore |
| 41     | Nick Lodolo       | Pittsburgh Pirates   | Lanciatore |

### Altre scelte
| Round | Scelta | Giocatore          | Squadra               | Posizione    |
| ----- | ------ | ------------------ | --------------------- | ------------ |
| 2     | 42     | Kevin Gowdy        | Philadelphia Phillies | Lanciatore   |
| 2     | 43     | Chris Okey         | Cincinnati Reds       | Ricevitore   |
| 2     | 44     | Kyle Muller        | Atlanta Braves        | Lanciatore   |
| 2     | 45     | Ben Bowden         | Colorado Rockies      | Lanciatore   |
| 2     | 47     | Logan Shore        | Oakland Athletics     | Lanciatore   |
| 2     | 48     | Buddy Reed         | San Diego Padres      | Esterno      |
| 2     | 49     | Alec Hansen        | Chicago White Sox     | Lanciatore   |
| 2     | 51     | C.J. Chatham       | Boston Red Sox        | Interbase    |
| 2     | 53     | Ryan Boldt         | Tampa Bay Rays        | Esterno      |
| 2     | 55     | Nolan Jones        | Cleveland Indians     | Terza base   |
| 2     | 58     | Sheldon Neuse      | Washington Nationals  | Terza base   |
| 2     | 59     | Bryan Reynolds     | San Francisco Giants  | Esterno      |
| 2     | 62     | Nick Solak         | New York Yankees      | Seconda base |
| 2     | 64     | Peter Alonso       | New York Mets         | Prima base   |
| 2     | 66     | Bo Bichette        | Toronto Blue Jays     | Interbase    |
| 2     | 67     | A.J. Puckett       | Kansas City Royals    | Lanciatore   |
| 2     | 70     | Connor Jones       | St. Louis Cardinals   | Lanciatore   |
| B     | 72     | Logan Ice          | Cleveland Indians     | Ricevitore   |
| B     | 77     | Jake Fraley        | Tampa Bay Rays        | Esterno      |
| 4     | 115    | Kyle Funkhouser    | Detroit Tigers        | Lanciatore   |
| 4     | 117    | Thomas Burrows     | Seattle Mariners      | Lanciatore   |
| 4     | 118    | Bobby Dalbec       | Boston Red Sox        | Terza base   |
| 4     | 124    | Nick Banks         | Washington Nationals  | Esterno      |
| 4     | 125    | Matt Krook         | San Francisco Giants  | Lanciatore   |
| 5     | 148    | Mike Shawaryn      | Boston Red Sox        | Lanciatore   |
| 5     | 161    | Devin Smeltzer     | Los Angeles Dodgers   | Lanciatore   |
| 5     | 162    | Cavan Biggio       | Toronto Blue Jays     | Seconda base |
| 6     | 189    | Kyle Cody          | Texas Rangers         | Lanciatore   |
| 9     | 278    | Tim Lynch          | New York Yankees      | Prima base   |
| 14    | 431    | Dean Kremer        | Los Angeles Dodgers   | Lanciatore   |
| 24    | 717    | Trey Griffey       | Seattle Mariners      | N/A          |
| 34    | 1027   | Stijn van der Meer | Houston Astros        | Interbase    |
| 38    | 1138   | Austin Bergner     | Boston Red Sox        | Lanciatore   |
| 40    | 1191   | Kyle Serrano       | Milwaukee Brewers     | Lanciatore   |

### Annotazioni
Scelte di compensazione
1. ↑  Scelta di compensazione dopo la firma di Ian Kennedy con i Kansas City Royals
2. ↑  Scelta di compensazione dopo la firma di Justin Upton con i Detroit Tigers
3. ↑  Scelta di compensazione dopo la firma di Jeff Samardzija con i San Francisco Giants
4. ↑  Scelta di compensazione dopo la firma di Wei-Yin Chen con i Miami Marlins
5. ↑  Scelta di compensazione dopo la firma di Jordan Zimmermann con i Detroit Tigers
6. ↑  Scelta di compensazione dopo la firma di Ian Desmond con i Texas Rangers
7. ↑  Scelta di compensazione dopo la firma di Yovani Gallardo con i Baltimore Orioles
8. ↑  Scelta di compensazione dopo la firma di Daniel Murphy con i Washington Nationals
9. ↑  Scelta di compensazione dopo la firma di Zack Greinke con gli Arizona Diamondbacks
10. ↑  Scelta di compensazione dopo la firma di John Lackey con i Chicago Cubs
11. ↑  Scelta di compensazione dopo la firma di Jason Heyward con i Chicago Cubs
12. ↑  Scelta di compensazione per non essere riusciti a far firmare un contratto a Kyle Funkhouser nel draft del 2015

Scambi
1. ↑  I Braves ebbero la 40ª scelta dai Miami Marlins in uno scambio a tre squadre. I Braves scambiarono Bronson Arroyo, Luis Avilán, Jim Johnson, José Peraza e Alex Wood con i Los Angeles Dodgers per Héctor Olivera, Paco Rodriguez e Zach Bird. I Marlins scambiarono Mat Latos e Michael Morse con i Dodgers per Victor Araujo, Jeff Brigham e Kevin Guzman.

(EN) Will Hager, REPORT: Braves acquire Olivera in 13-player trade with Marlins, Dodgers, in Atlanta Sun Times, 30 luglio 2015. URL consultato il 28 dicembre 2015 (archiviato dall'url originale il 26 gennaio 2016).